# Le Torpt
Torpt – miejscowość i gmina we Francji, w regionie Normandia, w departamencie Eure.
Według danych na rok 1990 gminę zamieszkiwały 213 osoby, a gęstość zaludnienia wynosiła 32 osoby/km² (wśród 1421 gmin Górnej Normandii Torpt plasuje się na 689. miejscu pod względem liczby ludności, natomiast pod względem powierzchni na miejscu 559.).